# Родковичи
Ро́дковичи (бел. Родкавічы) — деревня в Барановичском районе Брестской области Белоруссии. Входит в состав Крошинского сельсовета. Население — 23 человека (2019).

## География
Расположена в 30 км по автодорогам к северо-востоку от центра Барановичей, в 17 км по автодорогам к северо-востоку от центра сельсовета, агрогородка Крошин, и в 6 км по автодорогам от железнодорожного остановочного пункта Хвоево. Имеются кладбище и коровник. Также в западной части деревни имеется дом социальных услуг, который не используется по назначению и продаётся.

## История
В 1909 году — деревня Черниховской волости Новогрудского уезда Минской губернии, 47 дворов.
С 1921 года в гмине Чернихово Барановичского повета Новогрудского воеводства Польши. По переписи 1921 года в деревне числилось 52 жилых здания, в которых проживало 300 человек (150 мужчин, 150 женщины), все поляки (по вероисповеданию — 245 римских католиков и 55 православных).
С 1939 года в составе БССР. С 15 января 1940 года в Городищенском районе Барановичской, с 8 января 1954 года Брестской области, с 25 декабря 1962 года в Барановичском районе. С конца июня 1941 года по 7 июля 1944 года оккупирована немецко-фашистскими захватчиками.
До 26 июня 2013 года входила в состав Петковичского сельсовета.

## Население
В 2022 году в деревне проживало 20 человек в 14 хозяйствах.
| Численность населения (по переписи) | Численность населения (по переписи) | Численность населения (по переписи) | Численность населения (по переписи) | Численность населения (по переписи) | Численность населения (по переписи) |
| 1897                                | 1909                                | 1921                                | 1999                                | 2009                                | 2019                                |
| ----------------------------------- | ----------------------------------- | ----------------------------------- | ----------------------------------- | ----------------------------------- | ----------------------------------- |
| 126                                 | ↗127                                | ↗300                                | ↘70                                 | ↘42                                 | ↘23                                 |

## Достопримечательности
- Памятник землякам в центре деревни. Для увековечения памяти 36 земляков, погибших на фронтах Великой Отечественной войны. В 1973 году установлен обелиск[9].